# Zakłady Mechaniczne imienia Kalinina
Zakłady Mechaniczne imienia M. I. Kalinina (ros. ОАО «Машиностроительный завод имени М. И. Калинина») – rosyjskie przedsiębiorstwo przemysłu zbrojeniowego z siedzibą w Jekaterynburgu. Specjalizuje się w produkcji rakietowych systemów przeciwlotniczych ziemia-powietrze. Poza produkcją dla wojska zakłady produkują podnośniki hydrauliczne i wózki akumulatorowe.

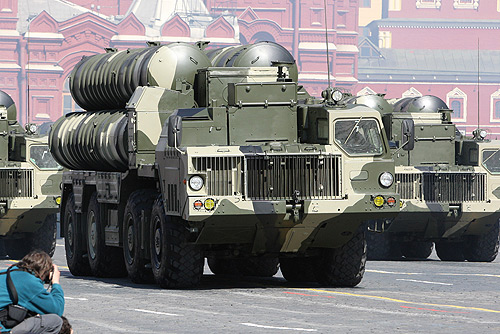
Zestaw przeciwlotniczy S-300W

## Historia
Przedsiębiorstwo powstało w 1866 roku na podstawie edyktu imperatora Aleksandra II Romanowa jako wytwórnia armat. Początkowo siedziba znajdowała się w Petersburgu, a w 1918 roku zakłady przeniesiono na przedmieścia Moskwy. Po agresji Niemiec na ZSRR w 1941 roku zakłady ewakuowane zostały do Swierdłowska, gdzie znajdują się do dzisiaj. Od 1956 roku przedsiębiorstwo produkuje nie tylko przedmioty związane z przemysłem zbrojeniowym, ale także do użytku cywilnego. Po rozpadzie Związku Radzieckiego doszło do przekształceń własnościowych w zakładach. Swą nazwę noszą one na cześć Michaiła Kalinina. Zakłady wchodzą w skład koncernu PWO Almaz-Antej. 

## Produkcja
W zakładach produkowano seryjnie następujące zestawy przeciwlotnicze: 
- system rakiet ziemia-powietrze dalekiego zasięgu 2K11 Krug,
- system kierowanych rakiet ziemia–powietrze Kub,
- system kierowanych rakiet ziemia-powietrze Buk,
- rakietowy system przeciwlotniczy S-300W,